# Papyrus Oxyrhynchus 413
Le Papyrus Oxyrhynchus 413 (P. Oxy. III 413 ou P. Oxy. 413) est un manuscrit où est copiée une adaptation d'Iphigénie en Tauride (Iφιγένεια ἡ ἐν Ταύροις) d'Euripide. Le cadre est transposé de la Grèce à l'Inde. L'adaptation anonyme est connue sous le nom de Charition d'après le personnage principal. 
Le manuscrit est daté du IIe siècle, possiblement de la période antonine. Il a été découvert en Égypte sur le site d'Oxyrhynque (Oxyrhinchus en latin, Ὀξύρυγχος en grec ancien) sur la rive ouest du Nil, à environ cent soixante kilomètres au sud du Caire (aujourd'hui El-Behneseh ou Al-Bahnasah).
Le manuscrit est conservé à Oxford par la Bibliothèque Bodléienne comme Ms. Gr. Classe. b 4 (P).